# Gooik
Gooik is een dorp in de Belgische provincie Vlaams-Brabant en een deelgemeente van Pajottegem.

## Geschiedenis
De geschiedenis van Gooik begint net voor onze jaartelling met de aanleg van de heerbaan Bavai-Asse. In de buurt van deze Romeinse verbindingsweg naar Tongeren-Keulen ontstonden verscheidene villae.
Van de Karolingische tijd tot de elfde eeuw lag de fusiegemeente Gooik in de Brabantgouw. De deelgemeente Gooik werd reeds in de negende eeuw (samen met Lennik en Wambeek) vermeld als bezit van de Sint-Gertrudusabdij te Nijvel. Aan de Uidekrij, het oorspronkelijke centrum van de Romeinse nederzetting, werd in de twaalfde eeuw de basis van de Sint-Nicolaaskerk gelegd. In dezelfde tijd begon op 4 km daarvandaan de devotie rond het Heilig Kruis in het gehucht de Wastyne, de Woestijn. Het grondgebied Gooik behoorde tot de abdij van Nijvel.
Gooik raakte door zijn ligging op de grens van Brabant, Vlaanderen en Henegouwen haast constant bij conflicten betrokken. Eind veertiende eeuw brandde Michel de Ligne het dorp plat omdat hertogin Jeanne enkele jaren achterstond met het betalen van wijnrechten. De vazallen onttrokken macht aan de abdij van Nijvel. Gooik werd een heerlijkheid met uitgebreide rechten, afhankelijk van Gaasbeek.
Van de dertiende eeuw tot de vijftiende eeuw was Gooik bezit van de heren van Kraainem. Henri Taye van Elewijt, heer van Wemmel, kocht het dorp in 1430. Engelbert Taye werd in 1652 tot baron verheven. Enkele jaren later werd Willem-Albert van Grysperre, voorzitter van de Brabantse Raad, baron van Gooik.
Eind zeventiende eeuw verwoestten troepen van Lodewijk XIV het kasteel, in Gooik waren op dat ogenblik Nederlandse en Spaanse huurlingen gelegerd. De legers van de Zonnekoning zijn nog enkele keren door Gooik getrokken. Vervolgens kwam deelgemeente Gooik, tot aan het einde van de 18de eeuw, in het kwartier van Brussel van het hertogdom Brabant te liggen. Juridisch hing de baronie af van de meierij van Gaasbeek. Het wapenschild van Gooik met de De 3 Hamers is afgeleid van dat van de familie Gottignies, die als baronnen Gooik beheersten.
Na de Franse invasie werd Gooik (toen als Goyck gespeld) als gemeente ingedeeld bij het kanton Sint-Martens-Lennik van het Dijledepartement. Dit departement werd nadat de Fransen verdreven waren omgevormd tot de provincie Zuid-Brabant, de latere Belgische provincie Brabant.
In 1977 werden de Pajotse gemeenten Gooik, Kester, Leerbeek en Oetingen tussen Halle en Ninove samengevoegd tot de fusiegemeente Gooik.
Op 1 januari 2025 fuseerde Gooik samen met de gemeenten Galmaarden en Herne tot de gemeente Pajottegem.

## Geografie
Naast het dorp Gooik zelf heeft de fusiegemeente nog 3 andere deelgemeenten, namelijk Kester, Leerbeek en Oetingen. Ten westen van de dorpskom van Gooik liggen enkele gehuchten die samen bekend staan als Strijland.

#### Kernen
| # | Naam     | Opp. (km²) | Inwoners (2020) | Inwoners per km² | NIS-code |
| - | -------- | ---------- | --------------- | ---------------- | -------- |
| 1 | Gooik    | 17,13      | 4.014           | 234              | 23024A   |
| 2 | Kester   | 11,17      | 1.798           | 161              | 23024D   |
| 3 | Leerbeek | 4,35       | 1.208           | 278              | 23024B   |
| 4 | Oetingen | 7,56       | 2.167           | 287              | 23024C   |

Gooik grenst aan de gemeenten Roosdaal, Lennik, Pepingen, Herne, Ninove en Galmaarden.
De gemeente wilt na de lokale verkiezingen van 13 oktober 2024 fuseren met Galmaarden en Herne.

## Bezienswaardigheden
- De Sint-Niklaaskerk is het oudste gebouw in Gooik dat nog in functie is met een romaanse toren. Deze dateert uit de 12de eeuw. Het koor werd in de 16de eeuw in gotische stijl uitgevoerd. Bezienswaardig zijn vooral de 13de-eeuwse doopkapel en het geklasseerd orgel.
- In het gemeenschapscentrum "De Cam" bevindt zich het Volksmuziekinstrumentenmuseum met een grote collectie oude en nieuwe volksmuziekinstrumenten zoals de doedelzak, de draailier en de rommelpot.
- Het drie hamers monument te Gooik
- Het Kasteel van Saffelberg
- De Woestijnkapel of Heilig Kruiskapel
- De Terhagenmolen
- De Botermolen
- Het huis Drie Egypten

## Natuur en landschap
Gooik ligt op een hoogte van 27-90 meter. In het zuiden vindt men de natuurgebieden Kesterheide met ten noorden daarvan het Lombergbos.

## Toerisme
- De Denderroute zuid

## Demografische ontwikkeling

### Demografische evolutie voor de fusie
- Bronnen:NIS, Opm:1831 tot en met 1970=volkstellingen; 1976 = inwonertal op 31 december

### Demografische evolutie van de fusiegemeente
Alle historische gegevens hebben betrekking op de huidige gemeente, inclusief deelgemeenten, zoals ontstaan na de fusie van 1 januari 1977.
- Bronnen:NIS, Opm:1831 tot en met 1981=volkstellingen; 1990 en later= inwonertal op 1 januari

| Inwoners van jaar tot jaar op 1 januari 1992 tot heden | Inwoners van jaar tot jaar op 1 januari 1992 tot heden | Inwoners van jaar tot jaar op 1 januari 1992 tot heden |
| jaar                                                   | Aantal                                                 | Evolutie: 1992=index 100                               |
| ------------------------------------------------------ | ------------------------------------------------------ | ------------------------------------------------------ |
| 1992                                                   | 8.221                                                  | 100,0                                                  |
| 1993                                                   | 8.267                                                  | 100,5                                                  |
| 1994                                                   | 8.257                                                  | 100,4                                                  |
| 1995                                                   | 8.393                                                  | 102,1                                                  |
| 1996                                                   | 8.511                                                  | 103,5                                                  |
| 1997                                                   | 8.602                                                  | 104,6                                                  |
| 1998                                                   | 8.732                                                  | 106,2                                                  |
| 1999                                                   | 8.785                                                  | 106,9                                                  |
| 2000                                                   | 8.834                                                  | 107,5                                                  |
| 2001                                                   | 8.844                                                  | 107,6                                                  |
| 2002                                                   | 8.877                                                  | 108,0                                                  |
| 2003                                                   | 8.905                                                  | 108,3                                                  |
| 2004                                                   | 8.876                                                  | 108,0                                                  |
| 2005                                                   | 8.851                                                  | 107,7                                                  |
| 2006                                                   | 8.895                                                  | 108,2                                                  |
| 2007                                                   | 8.879                                                  | 108,0                                                  |
| 2008                                                   | 8.933                                                  | 108,7                                                  |
| 2009                                                   | 8.921                                                  | 108,5                                                  |
| 2010                                                   | 9.015                                                  | 109,7                                                  |
| 2011                                                   | 9.104                                                  | 110,7                                                  |
| 2012                                                   | 9.181                                                  | 111,7                                                  |
| 2013                                                   | 9.156                                                  | 111,4                                                  |
| 2014                                                   | 9.198                                                  | 111,9                                                  |
| 2015                                                   | 9.218                                                  | 112,1                                                  |
| 2016                                                   | 9.212                                                  | 112,1                                                  |
| 2017                                                   | 9.238                                                  | 112,4                                                  |
| 2018                                                   | 9.236                                                  | 112,3                                                  |
| 2019                                                   | 9.170                                                  | 111,5                                                  |
| 2020                                                   | 9.189                                                  | 111,8                                                  |
| 2021                                                   | 9.230                                                  | 112,3                                                  |
| 2022                                                   | 9.392                                                  | 114,2                                                  |
| 2023                                                   | 9.428                                                  | 114,7                                                  |
| 2024                                                   | 9.527                                                  | 115,9                                                  |

## Politiek

### Geschiedenis

#### Burgemeesters
| Tijdspanne | Tijdspanne  | Burgemeester                |
| ---------- | ----------- | --------------------------- |
|            | 1795 - 1808 | Josse Van Campenhoudt       |
|            | 1808 - 1832 | Jan Baptist Walravens       |
|            | 1832 - 1836 | Petrus Wyns?                |
|            | 1836 - 1842 | Petrus Thibaut              |
|            | 1842 - 1879 | Charles-Joseph (de) Wouters |
|            | 1879 - 1887 | Petrus Ludovicus De Ro      |
|            | 1888 - 1893 | Joseph Abbeloos             |
|            | 1893 - 1904 | ? Kestemont                 |
|            | 1904 - 1911 | Frans Walravens             |
|            | 1911 - 1932 | Jan-Baptist De Coen         |
|            | 1932 - 1938 | Joseph De Ro                |
|            | 1939 - 1954 | Cyriel Everaet (UCB / CVP)  |
|            | 1954 - 1971 | Cesar Van Den Branden       |
|            | 1971 - 1974 | Cyriel De Rick              |
|            | 1974 - 1976 | Cesar Van Den Branden       |
|            | 1977 - 1982 | Jan Anthoons (CVP)          |
|            | 1983 - 1987 | Gustaaf De Doncker (NCP)    |
|            | 1987 - 1988 | Alfons Willems (NCP/PVV)    |
|            | 1989 - 2021 | Michel Doomst (CVP/CD&V)    |
|            | 2022 - 2023 | Simon De Boeck (CD&V)       |
|            | 2023 - 2024 | Gunther De Wilde (CD&V)     |

#### Legislatuur 2001-2006
Burgemeester is Michel Doomst van de CVP. Deze partij heeft de absolute meerderheid met 14 op 19 zetels.

#### Legislatuur 2007-2012
De burgemeester blijft Michel Doomst van de CD&V - N-VA. Deze partij heeft de absolute meerderheid met 14 op 19 zetels.

#### Legislatuur 2013-2018
Burgemeester is Michel Doomst van de CD&V. Deze partij heeft de absolute meerderheid met 13 op 21 zetels.

#### Legislatuur 2019-2024
De burgemeesterssjerp bleef na de verkiezingen voor Michel Doomst van de CD&V. Zijn partij haalde de absolute meerderheid met 16 op 21 zetels. Begin 2022 gaf hij zijn burgemeesterszetel door aan Simon De Boeck eveneens CD&V. In september 2023 werd deze opgevolgd door Gunther De Wilde eveneens van de CD&V. Dit zou alles te maken hebben met de nakende fusie van Gooik met Herne en Galmaarden tot Pajottegem.

### Resultaten gemeenteraadsverkiezingen van 1976 tot en met 2018
| Partij               | Partij                                                | 10-10-1976 | 10-10-1976 | 10-10-1982 | 10-10-1982 | 9-10-1988 | 9-10-1988 | 9-10-1994 | 9-10-1994 | 8-10-2000 | 8-10-2000 | 8-10-2006 | 8-10-2006 | 14-10-2012 | 14-10-2012 | 14-10-2018 | 14-10-2018 |
| Stemmen / Zetels     | Stemmen / Zetels                                      | %          | 19         | %          | 19         | %         | 19        | %         | 19        | %         | 19        | %         | 19        | %          | 21         | %          | 21         |
| -------------------- | ----------------------------------------------------- | ---------- | ---------- | ---------- | ---------- | --------- | --------- | --------- | --------- | --------- | --------- | --------- | --------- | ---------- | ---------- | ---------- | ---------- |
|                      | CVP1 / CD&V-N-VAB / CD&V2                             | 50,651     | 10         | 46,621     | 9          | 51,771    | 10        | 58,691    | 12        | 65,491    | 14        | 70,28B    | 14        | 55,02      | 13         | 56,82      | 16         |
|                      | NCPA / CD&V-N-VAB / N-VA                              | 49,35A     | 9          | 53,38A     | 10         | 48,23A    | 9         | 34,97A    | 7         | 27,74A    | 5         | 70,28B    | 0         | 18,89      | 4          | 22,4       | 5          |
|                      | NCPA / Go:sp.a-VLD-Groen!C / Open Vld1 / Forza Azura2 | 49,35A     | 9          | 53,38A     | 10         | 48,23A    | 9         | 34,97A    | 7         | 27,74A    | 5         | 29,72C    | 3         | 19,311     | 4          | 5,52       | 0          |
|                      | NCPA / Go:sp.a-VLD-Groen!C / sp.a-Samen1 / sp.a2      | 49,35A     | 9          | 53,38A     | 10         | 48,23A    | 9         | 34,97A    | 7         | 27,74A    | 5         | 29,72C    | 2         | 6,81       | 0          | 2,72       | 0          |
|                      | Agalev1 / Go:sp.a-VLD-Groen!C / Groen2                | -          |            | -          |            | -         |           | 4,671     | 0         | 6,781     | 0         | 29,72C    | 0         | -          |            | 6,42       | 0          |
|                      | Vlaams Belang                                         | -          |            | -          |            | -         |           | -         |           | -         |           | -         |           | -          |            | 6,4        | 0          |
|                      | GRAP                                                  | -          |            | -          |            | -         |           | 1,67      | 0         | -         |           | -         |           | -          |            | -          |            |
| Totaal stemmen       | Totaal stemmen                                        | 5254       | 5254       | 5707       | 5707       | 5924      | 5924      | 6197      | 6197      | 6659      | 6659      | 6738      | 6738      | 6824       | 6824       | 6849       | 6849       |
| Opkomst %            | Opkomst %                                             |            |            |            |            | 97,8      | 97,8      | 96,39     | 96,39     | 95,99     | 95,99     | 96,87     | 96,87     | 94,18      | 94,18      | 94,2       | 94,2       |
| Blanco en ongeldig % | Blanco en ongeldig %                                  | 2,38       | 2,38       | 3,56       | 3,56       | 3,33      | 3,33      | 3,29      | 3,29      | 4,05      | 4,05      | 3,53      | 3,53      | 2,64       | 2,64       | 2,8        | 2,8        |

De zetels van de gevormde coalitie staan vetjes afgedrukt. De grootste partij is in kleur.
De gemeente zal na de lokale verkiezingen van 13 oktober 2024 onder de naam Pajottegem fuseren met Galmaarden en Herne.

## Cultuur

### Verenigingen
- Heemkundige Kring van Gooik: Tot in 1984 was er weinig heemkundig opzoekingswerk in publicatie omgezet. Op dat moment werd de Heemkundige Kring opgericht die hierin verbetering bracht.
- Gooikoorts Folkfestival

### Jumelages
Gooik heeft sedert 1979 een jumelage met de gemeente Altenberge, in het Münsterland in Duitsland.

## Bekende Gooikenaars
- Jan-Baptist Abbeloos (1836-1906), voormalig rector van de Katholieke Universiteit Leuven
- Jean-François Heymans (1859-1932), voormalig rector van de RUG en vader van Corneel Heymans, Nobelprijswinnaar
- Herman Dewit (1946), zanger en muzikant van de volksmuziekgroep 't Kliekske
- Barthold Kuijken (1949), bekende traversospeler met een internationale carrière, speelt bij voorkeur Barokmuziek op oude instrumenten. Geeft les aan het conservatorium in Brussel en Den Haag
- Mia De Vits (1950), voormalig voorzitster van het ABVV en voormalig Europarlementslid en Vlaams parlementslid voor sp.a
- Michel Doomst (1953), onafgebroken burgemeester van 1989 tot eind 2021, lid van de provincieraad en de Kamer van volksvertegenwoordigers voor CD&V
- David Dermez, acteur
- Patsy Van der Meeren (1976), actrice
- Milan Corryn (1999), voetballer

## Nabijgelegen kernen
Strijland, Leerbeek, Sint-Kwintens-Lennik, Onze-Lieve-Vrouw-Lombeek, Neigem